# Andrija Kačić Miošić

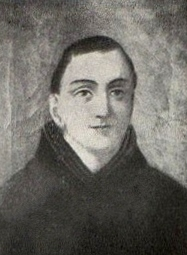
Andrija Kačić Miošić.

Andrija Kačić Miošić (17 de abril de 1704-14 de diciembre de 1760) fue un poeta y fraile franciscano de la República de Ragusa[cita requerida] (actual Croacia).
Nacido en Brist cerca de Makarska, se hizo fraile franciscano.
Su obra más importante es Razgovor ugodni naroda slovinskog, una historia en verso en la que Kačić Miočić, influenciado por los ideales de la Ilustración, trató de difundir la alfabetización y las ideas modernas entre la gente común. Fue el libro más popular en las tierras de habla illiria (actual serbo-croata) por más de un siglo.
- Datos: Q511464
- Multimedia: Andrija Kačić Miošić / Q511464